# Ponte d'Uchoa
Ponte d'Uchoa é a denominação de uma antiga localidade, no Recife.
Atualmente resume-se quase que apenas a um monumento preservado da estação de bondes existente nessa localidade.
Situa-se no bairro da Jaqueira, no limite com o bairro das Graças.

## História

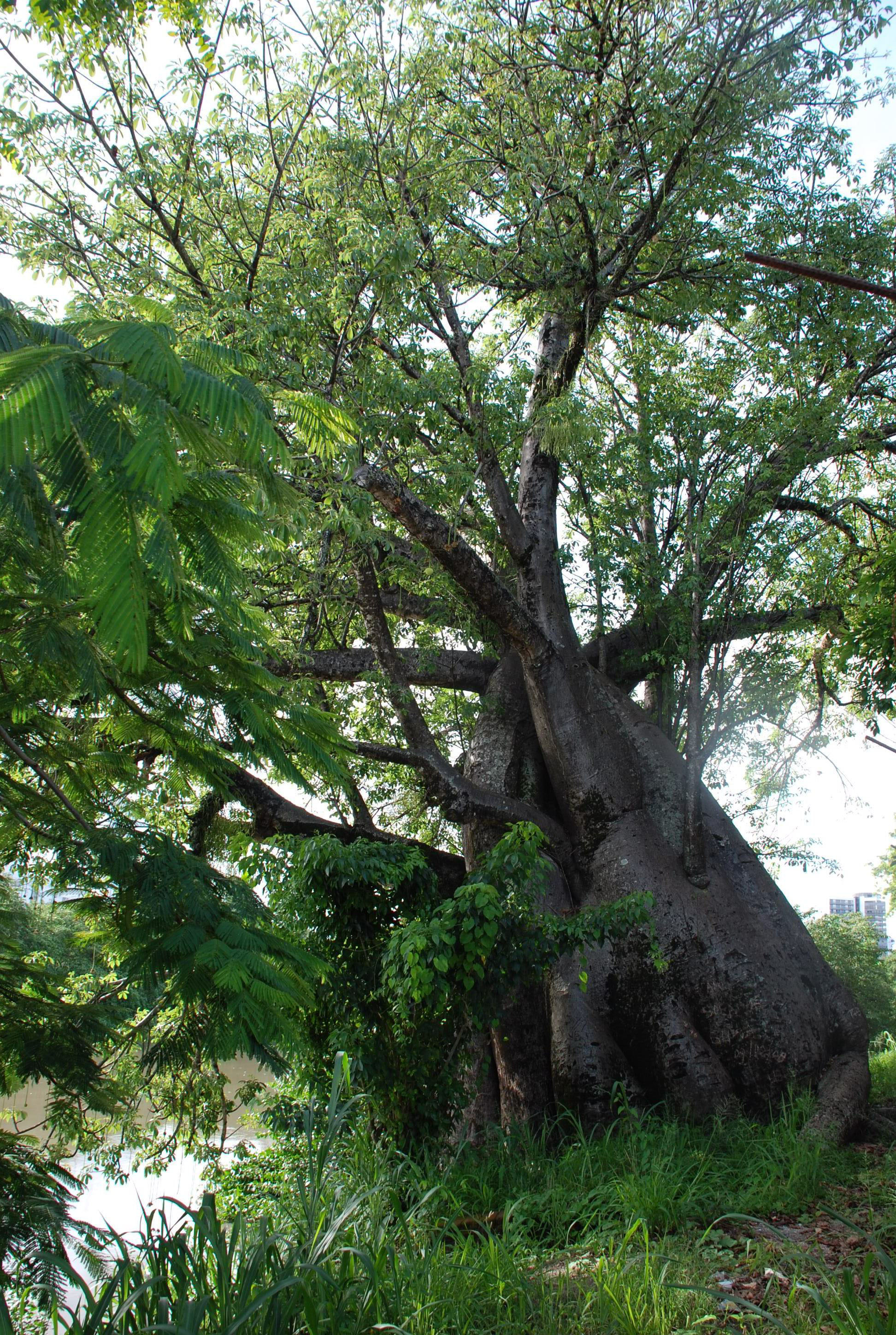
Baobá à margem do Rio Capibaribe.

O nome Ponte d'Uchoa está relacionado ao senhor de engenho Antônio Borges Uchôa, do Engenho da Torre, que viveu no século XVII. Após a expulsão dos holandeses, em 1654, para permitir acesso à outra margem do Rio Capibaribe, onde moravam parentes seus, ele construiu uma ponte, que ficou conhecida como Ponte d'Uchoa, e assim ficou denominada a área adjacente à outra margem do rio que fazia ligação por ponte a sua propriedade.

## Baobá
Situa-se em Ponte d'Uchoa, à margem do Rio Capibaribe, um dos vários baobás existentes no Recife. É considerado o baobá mais antigo do Recife. 